# Francisco Javier Delgado Benegas
Francisco Javier kardinal Delgado Benegas, španski rimskokatoliški duhovnik, škof in kardinal, * 18. december 1714, Villanueva de Ariscal, † 10. december 1781.

## Življenjepis
15. maja 1761 je bil imenovan za škofa Kanarskih otokov; 26. julija istega leta je prejel škofovsko posvečenje.
19. decembra 1768 je bil imenovan za škofa Sigüenze, 20. maja 1776 za nadškofa Seville in 30. marca 1778 za patriarha antilske Zahodne Indije.
1. junija 1778 je bil povzdignjen v kardinala.